# Demúrine
Demúrine (en ucraniano: Демурине, romanizado: Demúryne) es un pueblo ucraniano perteneciente al óblast de Dnipropetrovsk. Situado en el este del país, es parte del raión de Sinélnikove y del municipio (hromada) de Mezhová.

## Toponimia
El nombre del asentamiento en ruso es Demúrino (en ruso: Демурино). 

## Geografía
Demúrine está 23 km al suroeste de Mezhová y 150 km al este de Dnipró. 

## Historia
El asentamiento fue fundado en 1922 en el lugar donde había una estación de tren desde 1894. Demúrine tiene estatus de asentamiento de tipo urbano desde 1957. 
Hasta el 18 de julio de 2020, Demúrine era parte del raión de Mezhova. El raión fue abolido en julio de 2020 como parte de la reforma administrativa de Ucrania, que redujo el número de raiones del óblast de Dnipropetrovsk a siete. El territorio del raión de Mezhova se fusionó con el raión de Sinélnikove.En 2023, Demúrine perdió el estatus de asentamiento de tipo urbano debido a la eliminación de este estatus administrativo.

## Demografía
La evolución de la población de Demúrine entre 1959 y 2022 fue la siguiente:
| 4339                                                          | 2205 | 1851 | 1451 | 1305 | 1153 | 1144 | 1004 | 966 |
| (Fuente: Cities & Towns of Ukraine y UKRAINE: Größere Städte) |      |      |      |      |      |      |      |     |

Según el censo de 2001, la lengua materna de la mayoría de los habitantes, el 90,69%, es el ucraniano; y del 4,81%, el ruso.

## Economía
La planta minera de beneficio Demúrine opera cerca del asentamiento.

## Infraestructura

### Transporte
La estación de tren de Demúrine se encuentra en la vía férrea que conecta Sinélnikove con Pokrovsk. El asentamiento está en la autopista H15 que conecta Zaporiyia y Donetsk (sólo está operativa hasta Márinka, el resto está ocupado por Rusia), y también está conectada por carretera con Pokrovsk a través de Mezhová.